# Custer CCW-5
Die Custer CCW-5 ist ein zweimotoriges, fünfsitziges Transportflugzeug des US-amerikanischen Flugzeugherstellers Custer Channel Wing Corporation. Das Flugzeug ist mit Kanalflügeln ausgestattet, die der Maschine gute Langsamflug- und Kurzstarteigenschaften verleihen sollten.

## Entwicklung und Konstruktion
Der Auftrieb eines Flugzeugs wird in den meisten Fällen hauptsächlich durch den Niederdruck erzeugt, der auf der Oberseite der Tragflächen durch die erhöhte Geschwindigkeit der über die Oberfläche streichenden Luft entsteht. Dies geschieht meistens durch die Eigenbewegung des Flugzeugs. Bei der Notwendigkeit niedriger Geschwindigkeiten für einen Kurzstart kann die Geschwindigkeit der vorbeistreichenden Luft aber auch direkt durch die Triebwerke erhöht werden. Der Kanalflügel, eine Entwicklung von Willard Ray Custer, nutzt die zweite Möglichkeit. Mittels eines Druckpropellers wird die Luft in einem U-förmigen Kanal an der Tragfläche beschleunigt. Der praktisch halbkreisförmige Kanal begrenzt dabei seitlich den vom Propeller erzeugten Luftstrom selbst bei stehendem Flugzeug und erzeugt damit höhere Strömungsgeschwindigkeiten als eine konventionelle Tragfläche. Seine dritte Kanalflügelkonstruktion baute Custer auf der Baumann Brigadier, einem fünfsitzigen Mitteldecker auf, der selbst nie in Serienproduktion ging.

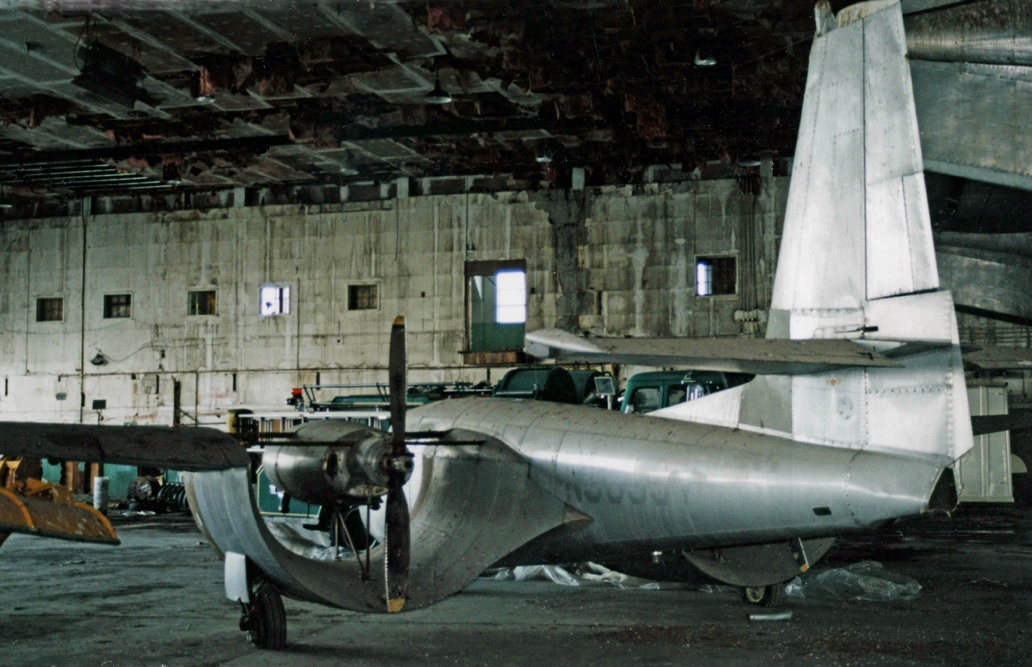
Rückansicht der zweiten CCW-5.

Die CCW-5 behielt Rumpf und Leitwerk der Brigadier bei. Der gesamte Mittelteil der Tragflächen wurde jedoch durch die Kanäle ersetzt. Im Zentrum der Kanäle wurde je ein Continental O-470 mit sechs Zylindern und einer Nennleistung von 225 PS (165 kW) mittels schmalen vertikalen und horizontalen Holmen angebracht. Die Hauptfahrwerksstützen wurden stark gekürzt und an der Unterseite der Kanäle montiert. Das Bugfahrwerk der Brigadier blieb unverändert.
Die erste der zwei CCW-5 flog zum ersten Mal am 13. Juli 1953 in Oxnard in Kalifornien. Die Flugtests wurden im Herbst 1956 abgeschlossen und die Serienproduktion sollte beginnen. Dazu kam es jedoch nicht. Im Juni 1964 absolvierte ein zweites Exemplar seinen Jungfernflug. Die Verzögerung entstand hauptsächlich durch finanzielle Probleme. Des Weiteren erfüllte die CCW-5 nicht die erhofften Leistungen. So erreichte sie nur eine Höchstgeschwindigkeit von 220 mph (354 km/h) im Gegensatz zu den erwarteten 300 mph (483 km/h). Es wurde behauptet, das Flugzeug könnte noch bei einer Geschwindigkeit von 11 mph (18 km/h) kontrolliert geflogen werden und benötige bei einem Gewicht von 1.500 lb (680 kg) lediglich eine Startstrecke von 90 ft (27 m).
Die zweite CCW-5 wurde mit zwei Continental IO-470P mit je 260 PS (191 kW) ausgerüstet und befindet sich heute zur Restaurierung im Mid-Atlantic Air Museum in Reading in Pennsylvania.

## Technische Daten
| Kenngröße             | Daten                                          |
| --------------------- | ---------------------------------------------- |
| Besatzung             | 1                                              |
| Passagiere            | 4                                              |
| Länge                 | 28,7 ft (8,75 m)                               |
| Spannweite            | 41,17 ft (12,55 m)                             |
| Höhe                  | 10,8 ft (3,29 m)                               |
| Leermasse             | 3.000 lb (1.361 kg)                            |
| max. Startmasse       | 5.400 lb (2.449 kg)                            |
| Reisegeschwindigkeit  | 160 kn (296 km/h)                              |
| Höchstgeschwindigkeit | 190 kn (352 km/h)                              |
| Dienstgipfelhöhe      | 20.000 ft (6.096 m)                            |
| Reichweite            | 1.460 NM (2.704 km)                            |
| Triebwerke            | 2 × Continental O-470-A mit je 225 PS (165 kW) |